# Churriana de la Vega
Pour les articles homonymes, voir De la Vega.
Churriana de la Vega est une ville d’Espagne, dans la province de Grenade, communauté autonome d’Andalousie.